# Zofiówka (Lipsko)
Pour les articles homonymes, voir Zofiówka.
Zofiówka (prononciation : [zɔˈfjufka]) est un village polonais de la gmina de Lipsko dans le powiat de Lipsko de la voïvodie de Mazovie dans le centre-est de la Pologne.
Il se situe à environ 8 kilomètres à l'ouest de Lipsko (siège de la gmina et du powiat) et à 123 km au sud de Varsovie (capitale de la Pologne).

## Histoire
De 1975 à 1998, le village appartenait administrativement à la voïvodie de Radom.